# Latouchia pavlovi
Latouchia pavlovi là một loài nhện trong họ Ctenizidae.
Loài này thuộc chi Latouchia. Latouchia pavlovi được miêu tả năm 1953 bởi Ehrenfried Schenkel-Haas.
Loài nhện này còn được gọi là nhện bẫy nắp, nhện cửa sập hoặc nhện Latouchia.
Đặc điểm:
- Kích thước: Chiều dài thân từ 18 đến 25 mm.
- Màu sắc: Nâu sẫm hoặc đen, với các đốm vàng hoặc cam trên lưng.
- Chân: 8 chân, với các gai nhọn giúp bám chặt vào bề mặt.
- Nanh: Nanh độc dài và khỏe, được sử dụng để tấn công con mồi.

Hành vi:
- Latouchia pavlovi là loài nhện sống ẩn dật, thường đào hang dưới đất hoặc trong các khe đá.
- Chúng sử dụng một nắp bẫy đặc biệt để che miệng hang, được làm từ đất, lá cây và tơ nhện.
- Khi con mồi (chủ yếu là côn trùng) đến gần nắp bẫy, nó sẽ sập xuống và nhện sẽ tấn công con mồi bằng nanh độc.
- Nọc độc của Latouchia pavlovi không gây nguy hiểm đến tính mạng con người, nhưng có thể gây ra các triệu chứng như đau nhức, sưng tấy và buồn nôn.

Phân bố:
- Latouchia pavlovi được tìm thấy ở nhiều khu vực thuộc Việt Nam, bao gồm:
  - Vườn quốc gia Phong Nha - Kẻ Bàng
  - Vườn quốc gia Cát Tiên
  - Vườn quốc gia Bidoup Núi Bà
- Loài nhện này cũng được ghi nhận ở một số quốc gia khác trong khu vực Đông Nam Á như Lào, Campuchia và Thái Lan.

Tầm quan trọng:
- Latouchia pavlovi đóng vai trò quan trọng trong hệ sinh thái, giúp kiểm soát số lượng côn trùng.
- Loài nhện này cũng có giá trị khoa học, giúp các nhà nghiên cứu tìm hiểu thêm về họ Ctenizidae và sự đa dạng sinh học của Việt Nam.

Lưu ý:
- Khi đi du lịch hoặc khám phá thiên nhiên, cần cẩn thận để tránh bị nhện Latouchia pavlovi cắn.
- Nếu bị cắn, cần rửa sạch vết thương bằng nước xà phòng và đến gặp bác sĩ để được kiểm tra và điều trị.